# Ильинский, Николай Серафимович
Николай Серафимович Ильинский (укр. Микола Серафимович Ільїнський; 27 января 1934, Новомосковск, Тульская область, СССР — 30 июня 2022, Киев, Украина) — советский украинский кинорежиссёр, сценарист, Лауреат Республиканской премии ЦК ЛКСМ Украины имени Н. Островского (1976), Народный артист Украины (2003). Член КПСС с 1976 года.

## Биография
Родился 27 января 1934 в Новомосковске.
Окончил режиссёрский факультет Всесоюзного государственного института кинематографии (1957, мастерская Л. Кулешова).
С 1957 года — режиссёр Киевской киностудии имени А. П. Довженко. В 1971—1991 годах — педагог Киевского государственного института театрального искусства имени И. К. Карпенко-Карого. С 1981 годах — художественный руководитель творческого объединения «Весёлка» (при киностудии имени А. Довженко).
Умер 30 июня 2022 года в Киеве от продолжительной болезни. Похоронен на Байковом кладбище.

## Фильмография

### Режиссёрские работы
1. 1962 — В мёртвой петле
2. 1966 — Ярость
3. 1966 — К свету!
4. 1969 — Остров Волчий
5. 1970 — Секретарь парткома
6. 1971 — Звёздный цвет
7. 1972 — Доверие
8. 1974 — Юркины рассветы
9. 1976 — Время — московское
10. 1977 — Родные
11. 1980 — Миллионы Ферфакса
12. 1984 — Затерянные в песках
13. 1988 — Фантастическая история
14. 1992 — Цена головы

### Написал сценарии
1. 1980 — Миллионы Ферфакса
2. 1984 — Затерянные в песках
3. 1988 — Фантастическая история
4. 1991 — Звезда шерифа
5. 1991 — Телохранитель
6. 1992 — Цена головы

## Награды
- Лауреат Республиканской премии ЦК ЛКСМ Украины имени Н. Островского (1976)
- Заслуженный деятель искусств Украинской ССР (1976)
- Народный артист Украины (2003)[3]
- Орден «За заслуги» III степени (2008)[4]